# 眼科学
眼科学（がんかがく、英称: ophthalmology）とは、眼球や眼球周囲の組織に関する疾患を扱う医学の一分野である。専門医は眼科医と呼ばれるが、一般には歯医者などと同様に、目医者、眼医者とも呼ばれる。
1. 硝子体
2. 鋸状縁
3. 毛様筋
4. チン小帯(毛様小帯)
5. シュレム管(強膜静脈洞)
6. 瞳孔
7. 前眼房(前房)
8. 角膜
9. 虹彩
10. 水晶体皮質
11. 水晶体核
12. 毛様体突起
13. 結膜
14. 下斜筋
15. 下直筋
16. 内側直筋
17. 網膜動脈・静脈
18. 視神経乳頭
19. 硬膜
20. 網膜中心動脈
21. 網膜中心静脈
22. 視神経
23. 渦静脈
24. テノン嚢
25. 黄斑
26. 中心窩
27. 強膜
28. 脈絡膜
29. 上直筋
30. 網膜

## 主要な疾患

### 眼瞼
眼瞼下垂、眼瞼内反、兎眼症、麦粒腫、霰粒腫、眼瞼痙攣、眼瞼悪性腫瘍

### 結膜
結膜炎、類皮腫、結膜下出血、瞼裂斑、悪性リンパ腫

### 強膜
強膜炎、強膜軟化症

### 角膜
角膜炎、円錐角膜、翼状片、顆粒状角膜変性症、蚕蝕性角膜潰瘍
- 水疱性角膜症
角膜内皮細胞数の減少に伴い、角膜の透明性が保てず、視力低下、疼痛を生じる。角膜全層移植術が必要。

### ぶどう膜
- ぶどう膜炎
肉芽腫性（サルコイドーシス、原田病）
非肉芽腫性（ベーチェット病）

### 水晶体
白内障、水晶体偏位、水晶体脱臼、落屑症候群

### 硝子体
硝子体出血、星状硝子体症、第1次硝子体過形成遺残
- Terson症候群
くも膜下出血に続発する硝子体出血

### 眼圧異常
緑内障（ただし眼圧異常を伴わない場合もある）、高眼圧症

### 網膜
- 網膜剥離
- 糖尿病網膜症
- 加齢黄斑変性
- ポリープ状脈絡膜血管症
- 網膜動脈閉塞症
網膜にある動脈が閉塞する疾患。閉塞する部位により網膜中心動脈閉塞症と網膜動脈分枝閉塞症に分ける。症状は、数分のうちに目が見えなくなる突発性。
- 網膜静脈閉塞症
網膜にある静脈が閉塞し眼底出血を来す疾患。閉塞する部位により網膜中心静脈閉塞症と網膜静脈分枝閉塞症に分ける。
- 網膜色素変性症
- 網膜分離症
- 黄斑円孔
- 黄斑上膜
- コーツ病
- 家族性滲出性硝子体網膜症 (FEVR:Familial exudative Vitreoretinopathy)
- 急性網膜壊死
- サイトメガロウイルス網膜炎
- 未熟児網膜症
- 網膜芽細胞腫
網膜を作る細胞から発生するがん。統計は、子供に多い。

### 視神経疾患
視神経炎、視神経低形成、レーベル遺伝性視神経症

### 視路・脳疾患
視束管骨折、多発性硬化症、Devic病、下垂体腫瘍、脳梗塞

### 涙器疾患
ドライアイ

### 涙道疾患
涙嚢炎、鼻涙管ちりょう閉塞、涙小管炎

### 屈折異常
近視、遠視、乱視

### 調節異常
老視

### 眼位異常
斜視（内斜視、外斜視）

### 眼球運動障害
下斜筋過動症、Duane症候群、動眼神経麻痺、外転神経麻痺
- フィッシャー症候群(Fisher症候群)
ギラン・バレー症候群の亜型。全眼球運動障害、深部腱反射の消失が認められる。
- 上斜筋麻痺
後天性のものは外傷性が多い。

### 瞳孔異常
- ホルネル症候群(Horner症候群)
縮瞳状態になる。
- アディー症候群(adie症候群)
急性期には散瞳状態となる。
- 外傷性散瞳
外傷を起因として不可逆性散瞳を来す。

### 色覚異常
色覚異常

### 全身疾患に伴うもの
重症筋無力症、全身性エリテマトーデス（網膜症）、甲状腺眼症

## 主な症候
- 羞明

羞明とはまぶしく見えることで角膜、水晶体の障害を示唆する。
- 飛蚊症
- 充血
- 光視症
- 眼瞼下垂
- 複視
- 眼球突出
- 夜盲症
- 変視症

物が歪んで見える事
- 小視症

物が小さく見える事
- めまい
- 涙目

## 主な検査機器
- NCT (Non Contact Tonometer)
非接触的に眼圧を計測できる。
- ERG 網膜電図
網膜の機能障害を電気生理学的に調べることができる。
また局所ERG、多極所ERG (VERIS) もある
- VEP
- EOG 眼電位図
- ENG
- CFF
激しく点滅する光刺激に対する生理反応を調べる検査
- Goldmann視野計 (Goldmann Perimetry:GP)
一般的には動的視野の計測を行う。
- Humphrey視野計 (Humphrey Field Analyzer:HFA)
静的視野の計測を行う。検者の技能を要するが動的視野測定モードで動的視野も測定可能。
- Octopus視野計
静的視野の計測を行う。
- FDT (Frequency Doubling Technology)
理論上Humphrey視野計よりも初期の視野変化を検出することができる。
- Blue on Yellow perimetry
- HRT (Heidelberg Retina Tomograph)
視神経乳頭解析装置
- GDx
視神経線維層厚測定装置
- SLO
- OCT (Optical Coherence Tomograph)
光干渉断層計を用いて網膜の断層撮影をすることができる。前眼部を撮影するOCTも発売されている。
- Hess-Lancasterテスト
眼位の程度を自覚的に検査し、麻痺筋の同定を行う。
- 超音波
  - A-mode
主に眼軸測定に用いる。
  - B-mode
眼底が見えない場合に硝子体、網膜の状態を見る。球後の疾患にも使用可能。
- IOLマスター
光学的に眼軸長を測定するもの。A-modeより簡便で熟練を要さないが、白内障が強い場合、硝子体混濁がある場合には測定できないことがある。
- UBM(Ultrasound Biomicroscopy)超音波生体顕微鏡
隅角付近の観察に用いる。

### 著名な眼科医・学者
- ルドヴィコ・ザメンホフ - エスペラント語の発案者
- アーサー・コナン・ドイル - シャーロック・ホームズシリーズの作者。眼科医として開業したが経営難により作家業に専念する。
- 吉田統彦 - 元衆議院議員
- アウグスト・フォン・ロートムント - 眼科学者
- 井上豊太郎 - 恩師であるロートムントの処方箋に基づき処方した目薬がロート目薬として販売される。
- カール・テオドール・イン・バイエルン - バイエルン公
- ヴァルター・ヘス - 1949年にノーベル生理学・医学賞を受賞。

## 関連書籍
- 大野重昭, 木下茂, 沢 充『標準眼科学』医学書院, （第9版）2004 ISBN 4260137786
- David J. Spalton, Paul A. Hunter, Roger A. Hitchings『スパルトン臨床眼科学カラーアトラス』エルゼビアジャパン, 2007 ISBN 4860348540